# Liste de films français sortis en 1978
Listes de films français
- 1974
- 1975
- 1976
- 1977
- 1978
- 1979
- 1980
- 1981
- 1982

Liste non exhaustive de films français sortis en 1978

## 1978
| Titre                           | Réalisateur                            | Distribution                                | Genre              |
| ------------------------------- | -------------------------------------- | ------------------------------------------- | ------------------ |
| Molière                         | Ariane Mnouchkine                      | Philippe Caubère, Marie-Françoise Audollent |                    |
| Violette Nozière                | Claude Chabrol                         | Isabelle Huppert, Stéphane Audran           |                    |
| L'Argent des autres             | Christian de Chalonge                  | Jean-Louis Trintignant, Catherine Deneuve   |                    |
| Les Bronzés                     | Patrice Leconte                        | Michel Blanc, Marie-Anne Chazel             | Comédie            |
| La Cage aux folles              | Édouard Molinaro                       | Michel Serrault, Ugo Tognazzi               |                    |
| La Carapate                     | Gérard Oury                            | Pierre Richard, Victor Lanoux               | Comédie            |
| La Chambre verte                | François Truffaut                      | François Truffaut, Nathalie Baye            |                    |
| Comment ça va                   | Jean-Luc Godard et Anne-Marie Miéville | Anne-Marie Miéville, Michel Marot           |                    |
| Le Dossier 51                   | Michel Deville                         | François Marthouret, Roger Planchon         |                    |
| Ils sont fous ces sorciers      | Georges Lautner                        | Jean Lefebvre, Henri Guybet                 |                    |
| Judith Therpauve                | Patrice Chéreau                        | Simone Signoret, Philippe Léotard           |                    |
| Les Liens de sang               | Claude Chabrol                         | Donald Sutherland, Aude Landry              |                    |
| L'Ordre et la sécurité du monde | Claude d'Anna                          | Bruno Cremer, Gabriele Ferzetti             |                    |
| Perceval le Gallois             | Éric Rohmer                            | Fabrice Luchini, André Dussollier           |                    |
| Les Petits Câlins               | Jean-Marie Poiré                       | Dominique Laffin, Roger Miremont            |                    |
| Le Pion                         | Christian Gion                         | Henri Guybet, Claude Jade                   |                    |
| Préparez vos mouchoirs          | Bertrand Blier                         | Gérard Depardieu, Patrick Dewaere           |                    |
| Le Sucre                        | Jacques Rouffio                        | Jean Carmet, Gérard Depardieu               |                    |
| Le Témoin                       | Jean-Pierre Mocky                      | Philippe Noiret, Alberto Sordi              |                    |
| Tendre Poulet                   | Philippe de Broca                      | Annie Girardot, Philippe Noiret             |                    |
| Une histoire simple             | Claude Sautet                          | Romy Schneider, Bruno Cremer                | Comédie dramatique |
| Va voir maman, papa travaille   | François Leterrier                     | Marlène Jobert, Philippe Léotard            |                    |
| La Zizanie                      | Claude Zidi                            | Louis de Funès, Annie Girardot              | Comédie            |